# گاستروانتریت
گاستروانتریت (به انگلیسی: Gastroenteritis) یا بیماری التهاب معده‌ای روده‌ای بیماری است دارای مشخصه‌های التهاب ("-itis") در دستگاه معده ای روده‌ای که در برگیرندهٔ معده ("gastro"-) و رودهٔ کوچک ("entero"-) می‌باشد، و منجر به ترکیبی از اسهال، استفراغ، و  درد شکمی و گرفتگی عضلات می‌شود. اگرچه این بیماری ربطی به آنفلوآنزا ندارد، اما گاهی آن را «آنفلوآنزای معده» و «آنفلوآنزای گاستریک» هم نامیده‌اند.
علت اکثر موارد در کودکان در مقیاسی جهانی روتاویروس است. در بزرگ‌سالان، نوروویروس و کاردیوویروس و کمپیلوباکتر رایج‌تر هستند. علت‌های کمتر رایج شامل سایر باکتری‌ها (یا سم آن‌ها) و انگل‌هاست. انتقال ممکن است به دلیل مصرف غذاهایی باشد که به‌نحوی نامناسب آماده شده‌اند، یا آب آلوده یا تماس نزدیک با افرادی که مبتلا به این بیماری هستند.
همچنین در اثر خوردن دی کرومات این عارضه ایجاد می گردد
پایهٔ کنترل بیماری، مصرف مناسب مایعات است. در موارد خفیف یا متوسط، این کار را معمولاً می‌توان از طریق او آر اِس انجام داد. در موارد جدی‌تر، ممکن است نیاز به مایعات درون وریدی( سرم رینگر) باشد. اصولاً گاستروانتریت بر کودکان و ساکنان کشورهای در حال توسعه تأثیر می‌گذارد.

## علائم و نشانه‌ها
معمولاً گاستروآنتریت هم شامل اسهال و هم استفراغ است، , و در موارد معدودتر شامل یکی از این دو مورد است. ممکن است دردهای شکمی نیز وجود داشته باشد. اغلب علائم و نشانه‌ها بین ۷۲–۱۲ ساعت پس از ابتلا فرد آلوده شروع می‌شوند. اگر عامل ویروسی باشد، وضعیت غالباً طی یک هفته رفع می‌شود. برخی علت‌های ویروسی همچنین ممکن است همراه با تب، خستگی، سردرد، و درد عضلات باشد. اگر نمونهٔ مدفوع خونی باشد احتمالاً عامل ویروسی نیست و به احتمال بیشتر باکتریایی است. برخی عفونت‌های باکتریایی ممکن است همراه با درد شدید شکمی باشد و هفته‌ها طول بکشد.
کودکانی که با روتاویروس آلوده شده‌اند، اغلب بین سه تا هشت روز کاملاً بهبود می‌یابند. البته در کشورهای فقیر، معمولاً درمان برای آلودگی‌های شدید در دسترس نیست و اسهال مزمن رایج است. دهیدراسیون یکی از عوارض رایج اسهال است، و کودکی که میزان قابل ملاحظه‌ای دهیدراسیون داشته باشد ممکن است پرشدن مجدد مویرگی ممتد، تورگور پوستی خفیف، و تنفس غیرطبیعی هم داشته باشد. آلودگی‌های مکرر معمولاً در مناطقی با بهداشت نامناسب و سوء تغذیه دیده می‌شود و می‌تواند موجب جلوگیری از رشد و تأخیر شناختی شود.
نشانگان رایتر در ۱٪ از افرادی که با گونه‌های کمپیلوباکتر آلوده شده‌اند رخ می‌دهد، و نشانگان گیلن باره در ۱/۰٪ رخ می‌دهد. نشانگان همولیتیک اورمیک (HUS) ممکن است در نتیجهٔ آلودگی با گونه‌های «شیگلا» یا «ای‌کولای» تولیدکنندهٔ سم شیگا اتفاق بیفتد، که منجر به کاهش تعداد پلاکت‌های خون، نارسایی کلیه، و کاهش تعداد گلبول‌های قرمز خون (به دلیل اختلال) می‌شود. کودکان بیش از بزرگسالان مستعد ابتلا به نشانگان همولیتیک اورمیک هستند. برخی عفونت‌های ویروسی ممکن است تولیدکنندهٔ تشنج نوزادی خوش‌خیم باشند.

## علل
ویروس‌ها (به‌ویژه روتاویروس) کاردیوویروس و گونه‌های باکتری‌های «ای‌کولای» و «کمپلیوباکتر» علل اولیهٔ گاستروآنتریت هستند. البته عوامل عفونی فراوان دیگری هم هستند که می‌توانند موجب این سندروم شوند. عوامل غیرعفونی هم گاهی مشاهده می‌شوند، اما احتمال آن‌ها بسیار کمتر از علت‌شناسی ویروسی یا باکتریایی است. احتمال آلودگی کودکان به دلیل عدم ایمنی و بهداشت تقریباً ضعیف‌تر، بیشتر است.

### ویروسی
ویروس‌هایی که به‌عنوان عامل گاستروآنتریت شناخته شده‌اند عبارتند از روتاویروس، نوروویروس، آدونوویروس، و آستروویروس. روتاویروس رایج‌ترین علت ابتلا به گاستروآنتریت در میان کودکان است، و نرخ وقوع مشابهی در هر دو کشورهای توسعه یافته و کشورهای درحال توسعه به‌وجود می‌آورد. ویروس‌ها موجب ۷۰٪ از رخدادهای اسهال عفونی در گروه سنی اطفال هستند. در بزرگسالان به دلیل مصونیت اکتسابی، روتاویروس عامل کمتر رایجی است.
در آمریکا، نوروویروس مهم‌ترین علت گاستروآنتریت در میان بزرگسالان است، و موجب بیش از ۹۰٪ رخداد این بیماری است. این همه‌گیری‌ها محلی معمولاً وقتی رخ می‌دهد که گروهی از افراد مدت زمانی را در محدودهٔ فیزیکی همدیگر مانند کشتی گردشی، بیمارستان‌ها، یا رستوران‌ها می‌گذرانند. ممکن است افراد حتی پس از پایان اسهال بازهم آلوده باشند. نوروویروس عامل حدود ۱۰٪ موارد در کودکان است.

### باکتریایی

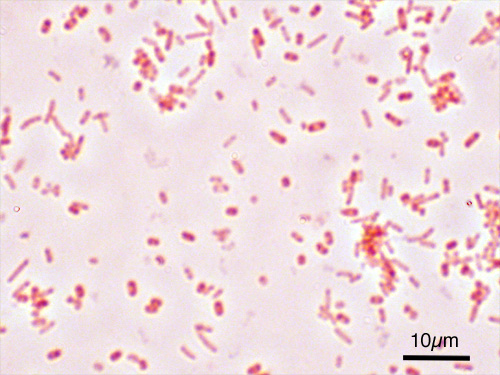
سالمونلا تیفی‌موریوم با بزرگنمایی ۱۰۰۰ برابر و رنگ‌آمیزی گرم مشاهده می‌شود.

در کشورهای توسعه یافته کامپیلوباکتر ججونی علت اصلی گاستروآنتریت باکتریایی است، که نیمی از این موارد در معرض ماکیان قرار داشته‌اند. در کودکان، باکتری عامل حدود ۱۵٪ از موارد است که رایج‌ترین گونه‌های آن عبارتند از ای‌کولای، سالمونلا، شیگلا، و گونه‌های «کامپیلوباکتر». اگر غذایی با باکتری آلوده شود و چندین ساعت در دمای اتاق باقی بماند، باکتری‌ها چند برابر شده و خطر آلودگی برای مصرف‌کنندگان آن غذا را افزایش می‌دهند. برخی غذاهایی که معمولاً همراه با بیماری هستند عبارتند از گوشت قرمز خام یا نیم‌پز، گوشت مرغ، غذاهای دریایی، و تخم‌مرغ؛ جوانه‌های خام؛ شیر پاستوریزه نشده و پنیرهای سفید؛ و آب میوه و سبزی. در کشورهای در حال توسعه، به‌ویژه کشورهای پایین‌تر از صحرای بزرگ آفریقا و کشورهای آسیایی، وبا علت شایع گاستروآنتریت است. این عفونت اغلب از طریق آب یا غذای آلوده منتقل می‌شود.
کلستریدیوم دیفیسیل مسمومیت‌زا یکی از علت‌های مهم اسهال است که بیشتر در افراد مسن مشاهده می‌شود. نوزادان ممکن است این باکتری‌ها را بدون داشتن علائم داشته باشند. این باکتری عامل شایع اسهال در افرادی است که بستری شده‌اند و به‌طور مکرر آنتی‌بیوتیک دریافت می‌کنند. اسهال عفونی استافیلوکوکوس اورئوس هم ممکن است در افرادی که آنتی‌بیوتیک استفاده کرده‌اند رخ بدهد. اسهال مسافر معمولاً یکی از گونه‌های گاستروآنتریت باکتریایی است. به‌نظر می‌رسد داروهای محدودکنندهٔ اسید افزایش‌دهندهٔ احتمال عفونت قابل ملاحظه پس از قرار گرفتن در معرض تعدادی از ارگانیزم‌ها شامل کلستریدیوم دیفیسیل، سالمونلا، و گونه‌های کامپیلوباکتر می‌باشد. خطر در افرادی که پی پی آی دریافت می‌کنند بیشتر از کسانی است که خنثی‌کنندهٔ اِچ۲ دریافت می‌کنند.

### انگلی
تعدادی از پروتوزوآ می‌توانند موجب گاستروآنتریت شوند – رایج‌ترین آن‌ها ژیاردیا لامبلیا است – اما گونه‌های انتاموبا هیستولیتیکا و کریپتوزپوریدیوم هم حضور دارند. این عوامل به‌عنوان یک گروه حدود ۱۰٪ از موارد ابتلای کودکان را تشکیل می‌دهند. ژیاردیا معمولاً بیشتر در کشورهای در حال توسعه رخ می‌دهد، اما این عامل علت‌شناسانه تقریباً در هر مکانی تا حدی موجب این بیماری می‌شود. این بیماری بیشتر برای افرادی رخ می‌دهد که به مکان‌های با درجه شیوع بالا سفر کرده‌اند، بچه‌هایی که تحت کودک آزاری قرار گرفته‌اند، مردانی که با مردان رابطهٔ جنسی داشته‌اند، و پس از وقوع فجایع.

## انتقال بیماری
این بیماری ممکن است از راه استفاده از آب آلوده، یا استفاده مشترک از وسایل شخصی منتقل شود. در مکان‌هایی که در فصول بارانی و خشک به سر می‌برند، در طول فصل باران کیفیت آب معمولاً بدتر می‌شود، و این امر ارتباط تنگاتنگی با زمان شیوع این بیماری دارد. در مناطق چهارفصل، عفونت‌ها در فصل زمستان شایع‌ترند. استفاده از شیشه شیر برای تغذیه کودکان و بهداشتی نبودن این شیشه‌ها یکی از مهم‌ترین دلایل شیوع این بیماری در سطح جهانی است. میزان انتقال بیماری همچنین با بهداشت ضعیف، به ویژه در بین کودکان، در خانواده‌های شلوغ، , و خانواده‌هایی که وضعیت تغذیه‌ای آن‌ها از قبل ضعیف بوده در ارتباط می‌باشد. بزرگسالان، پس از تحمل این بیماری، ممکن است بدون اینکه نشانه یا علائمی از خود نشان دهند ناقل برخی از این ارگانیسم‌ها باشند، و از این رو می‌توانند نقش ذخایر طبیعی در سرایت دادن این بیماری را داشته باشند. در حالی که برخی از مواد (نظیر «باکتری شیگلا») تنها در پستانداران نخستین وجود دارند، با این حال مواد دیگری (نظیر «انگل ژیاردیا») می‌تواند در گونه‌های بسیاری از جانوران وجود داشته باشد.

### غیر عفونی
برخی از عوامل ایجاد گاستروآنتریت یا التهاب مجرای معدی روده‌ای غیر عفونی می‌باشند. برخی از این عوامل رایج شامل داروهایی (نظیر داروی ضد التهاب غیر استروئید)، برخی از غذاها نظیر لاکتوز (در افرادی که بدنشان لاکتوز را نمی‌پذیرد)، و گلوتن (در افرادی که دچار بیماری بطنی هستند) می‌باشند. بیماری کرون نیز یکی دیگر از منشاءهای (اغلب شدید) التهاب معدی روده‌ای می‌باشد. ممکن است بیماری‌هایی که نسبت به سموم از اهمیت کمتری برخوردارند به وجود بیایند. از میان برخی از بیماری‌های ناشی از مصرف غذا که با حالت تهوع، استفراغ، و اسهال در ارتباط هستند می‌توان به: مسمومیت سیگواترا به خاطر مصرف ماهی شکارچی آلوده، بیماری اسکامبروید که با مصرف گونه‌های خاصی از ماهی فاسد در ارتباط می‌باشد، مسمومیت تترودوتوکسین به دلیل مصرف ماهی بادکنکی، و مسمومیت غذایی حاد که معمولاً به دلیل نگهداری نامناسب غذا به وجود می‌آید اشاره داشت. .

## پاتوفیزیولوژی
از گاستروآنتریت یا التهاب مجرای معدی روده‌ای به عنوان استفراغ یا اسهال که در اثر عفونت کوچک یا روده بزرگ یاد شده‌است. تغییرات به وجود آمده در روده باریک معمولاً از نوع غیر التهابی بوده، این در حالی است که تغییرات به وجود آمده در روده بزرگ التهابی می‌باشند. تعداد عوامل بیماری‌زا برای به وجود آوردن عفونت می‌تواند بین یک («انگل کریپتو اسپوریدیوم») تا ۱۰ عدد باشد۸ («باکتری ویبریو کلرا» یا همان باکتری ایجاد وبا).

## تشخیص بیماری
گاستروانتریت یا بیماری التهاب معدی روده‌ای معمولاً بر اساس علائم و نشانه‌های موجود در فرد مبتلا در مطب تشخیص داده می‌شود. از آنجایی که علت دقیق بیماری تغییری در کنترل این بیماری ایجاد نمی‌کند، از این رو تعیین آن لزومی ندارد. با این حال، بر روی افرادی که مدفوع خونین دارند، افرادی که ممکن است در معرض مسمومیت غذایی قرار گرفته باشند، و افرادی که اخیراً به کشورهای در حال توسعه مسافرت کرده‌اند می‌بایست آزمایش مدفوع انجام شود. آزمایش تشخیصی همچنین ممکن است به منظور نظارت انجام بگیرد. از آنجایی که بیماری کاهش قند خون در ۱۰٪ از نوزادان و کودکان روی می‌دهد، از این رو توصیه می‌شود به این گروه سرم گلوکوز تزریق شود. در زمان احتمال کم شدن آب بدن الکترولیت‌ها و عملکرد کلیه می‌بایست بررسی شود.

### کم‌آبی
تعیین اینکه آیا شخص دچار کم‌آبی می‌باشد یا نه یکی از مهم‌ترین قسمت‌های آزمایش به حساب می‌آید. عارضه کم‌آبی معمولاً به حالت ملایم (کاهش ۳–۵٪ آب بدن)، حالت متوسط (کاهش ۶–۹٪ آب بدن)، و حالت شدید (کاهش _>۱۰٪ آب بدن) تقسیم می‌شود.تجدید خون مویرگی طولانی، تورگور پوستی ضعیف، و تنفس غیرطبیعی از دقیق‌ترین نشانه‌های کم‌آبی متوسط و شدید در کودکان می‌باشند. از یافته‌های مفید دیگر این وضعیت (زمانی که در ترکیب با یکدیگر مورد استفاده قرار بگیرند) می‌توان به چشم‌های فرورفته، کاهش فعالیت جسمانی، نبود اشک چشم، و خشکی دهان اشاره داشت. میزان دفع ادرار و میزان نوشیدن مایعات توسط یک فرد شیوه مطمئنی در تشخیص این بیماری می‌باشد. آزمایش‌های آزمایشگاهی در تعیین میزان کم‌آبی از کمترین فایده بالینی برخوردار هستند.

### تشخیص افتراقی
عوامل احتمالی دیگر ایجادکننده نشانه‌ها و علائم بیماری که به مانند عوامل موجود در بیماری التهاب معدی روده‌ای عمل می‌کنند و باید از بروز آن‌ها جلوگیری کرد شامل آماس آپاندیس، پیچش روده، بیماری التهاب روده، عفونت مجاری ادراری، و دیابت می‌باشند. البته ناتوانی لوزالمعده، سندرم روده کوتاه، بیماری ویپل، بیماری سیلیاک، و سوء مصرف داروی ضد یبوست نیز می‌بایست مورد توجه قرار بگیرند. اگر شخص «تنها» استفراغ یا اسهال داشته باشد (و نه هر دو آنها) تشخیص افتراقی می‌تواند تا اندازه‌ای پیچیده باشد.
آماس آپاندیس ممکن است با استفراغ، درد شکمی، و در بیش از ۳۳٪ موارد با اندکی اسهال ظاهر می‌شود. این میزان اسهال با میزان زیاد اسهال که از ویژگی‌های التهاب معدی روده‌ای است در تضاد می‌باشد. عفونت ریه‌ها یا مجاری ادراری در کودکان همچنین ممکن است باعث بروز استفراغ یا اسهال شود. کتواسیدوز دیابتی کلاسیک به همراه درد شکمی، حالت تهوع، و استفراغ ظاهر می‌شود اما اسهال با این بیماری ظاهر نمی‌شود. نتیجه مطالعه‌ای نشان داد که ۱۷٪ کودکان مبتلا به کتو اسیدوز دیابتی دچار التهاب معدی روده‌ای نیز می‌باشند.

## پیشگیری

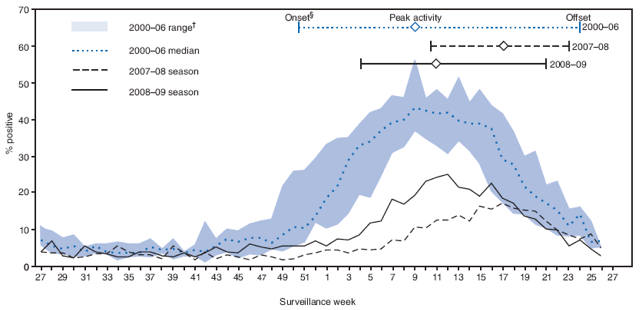
درصد آزمایش‌های روتاویروس با نتایج مثبت، به همراه هفته نظارت، ایالات متحده، ژوئیه ۲۰۰۰-ژوئن ۲۰۰۹.

### سبک زندگی
به منظور کاهش میزان عفونت و التهاب معدی روده‌ای که از اهمیت بالینی برخوردار می‌باشد وجود یک منبع آب پاک که به آسانی قابل دسترس بوده و همچنین مراعات اصول بهداشتی بسیار مهم می‌باشند. مشخص شد که اقدامات فردی نظیر شست‌وشوی دستها میزان بروز و شیوع التهاب معدی روده‌ای را هم در کشورهای در حال توسعه و هم در کشورهای توسعه یافته به میزان ۳۰٪ کاهش می‌دهد. ژل‌های شست‌وشو الکلی همچنین ممکن است در کاهش این میزان مؤثر باشند. تغذیه کودکان با شیر مادر نیز به اندازه بهبود بهداشت عمومی به ویژه در مناطقی که بهداشت ضعیفی دارند مهم می‌باشد. شیر مادر هم در کاهش دفعات بروز عفونت و هم در مدت آن مؤثر می‌باشد. همچنین عدم مصرف غذا و مایعات آلوده در کاهش بروز این بیماری مؤثر خواهد بود.

### واکسینه‌سازی
در سال ۲۰۰۹ میلادی سازمان بهداشت جهانی توصیه داشت تا همه کودکان در سرتاسر جهان با واکسن روتاویروس هم به خاطر تأثیر آن و هم به خاطر امنیت آن واکسینه شوند. تاکنون دو نوع واکسن روتاویروس به تولید تجاری رسیده‌اند و چند نوع دیگر در دست تولید می‌باشند. در آفریقا و آسیا این واکسن‌ها موفق شدند تا بیماری‌های حاد شایع در نوزادان را کاهش دهند همچنین کشورهایی که برنامه‌های ایمنی‌سازی ملی را به درستی انجام داده‌اند شاهد کاهش میزان بروز و شدت این بیماری بوده‌اند. این واکسن همچنین قادر است با کاهش میزان دفعات بروز عفونت‌های چرخشی از بروز بیماری در کودکانی که واکسینه نشده‌اند جلوگیری کند. از سال ۲۰۰۰ میلادی، اجرای برنامه واکسینه‌سازی روتاویروس در ایالات متحده به‌طور عمده‌ای تعداد موارد اسهال را تا ۸۰٪ کاهش داده‌است. نخستین دوز واکسین می‌بایست به نوزادانی که بین ۶ تا ۱۵ هفته از تولدشان می‌گذرد تزریق شود. مشخص شد که میزان تأثیرگذاری واکسن خوراکی وبا پس از گذشت ۲ سال به ۵۰–۶۰٪ می‌رسد.

## کنترل بیماری
گاستروآنتریت یا التهاب معدی روده‌ای معمولاً بیماری ای حاد و خود محدود می‌باشد که نیازی به دارو ندارد. افرادی که از کم‌آبی ملایم و متوسط رنج می‌برند اغلب از شیوه درمان خوراکی کم‌آبی (ORT) استفاده می‌کنند. با این حال، متوکلوپرامید و/یا اندانسترون ممکن است در درمان برخی از کودکان مؤثر باشد. و باتیل اسکوپولامین در درمان درد شکمی مؤثر است.

### درمان کم‌آبی
نخستین شیوه درمانی گاستروآنتریت یا التهاب معدی روده‌ای در کودکان و بزرگسالان استفاده از شیوه درمان کم‌آبی می‌باشد. این شیوه درمانی از طریق درمان خوراکی کم‌آبی قابل دستیابی است، اگرچه ممکن است در صورت بروز کاهش سطح هوشیاری یا کم‌آبی شدید وریدی مورد نیاز باشد. محصولات درمان خوراکی جایگزین که از کربوهیدرات‌های پیچیده (مانند گندم یا برنج) تولید شده‌اند ممکن است نسبت به محصولاتی که با استفاده از مواد قندی ساده تولید شده‌اند برتری داشته باشند. مایعاتی که دارای مواد قندی ساده بالایی هستند، نظیر نوشیدنی‌های غیر الکلی و آب میوه‌ها، به کودکان زیر ۵ سال توصیه نمی‌شود چرا که ممکن است این مایعات موجب «افزایش» بروز اسهال در آن‌ها شوند. در صورتی که داروهای ویژه و مؤثر درمان خوراکی کم‌آبی موجود نباشند یا اینکه خوش طعم نباشند می‌توان از آب شرب استفاده کرد. در صورت نیاز می‌توان از سوند معده برای انتقال مایعات به بیمار استفاده کرد.

### رژیم غذایی
به مادرانی که نوزادان خود را با شیر خود تغذیه می‌کنند توصیه می‌شود تا همین شیوه عادی تغذیه آن‌ها را ادامه دهند، و نوزادانی که با شیر خشک تغذیه می‌شوند می‌بایست بلافاصله پس از درمان کم‌آبی با شیوه درمان خوراکی کم‌آبی تغذیه خود با شیر خشک را از سر بگیرند. استفاده از شیرهای خشکی که فاقد لاکتوز می‌باشند یا میزان لاکتوز در آن‌ها کم می‌باشد معمولاً لزومی ندارد. کودکان می‌بایست در طول دوره‌های اسهال به تغذیه معمول خود ادامه دهند با این تفاوت که باید از مصرف غذاهایی که حاوی مواد قندی ساده می‌باشند اجتناب کنند. از آنجایی که شیوه تغذیه‌ای موس برنچ (موز، سیب، برنج، نان برشته و چای) حاوی مواد مغذی کافی نمی‌باشد و مزیتی بر تغذیه معمول ندارد، از این رو توصیه نمی‌شود. برخی از غذاهای پروبیوتیک نشان داده‌اند که در کاهش طول دوره بیماری و تعداد دفعات دفع مدفوع مفید بوده‌اند. این غذاها همچنین ممکن است در پیشگیری و درمان اسهال ناشی از مصرف داروی پادزی مفید باشند. محصولاتی که با تخمیر شیر تولید می‌شوند نظیر ماست به همان اندازی مفید می‌باشند. . جایگزینی روی به نظر می‌رسد در کشورهای در حال توسعه در درمان و پیشگیری از اسهال در میان کودکان مؤثر باشد.

### داروهای ضد استفراغ
داروهای ضد استفراغ ممکن است در درمان استفراغ در کودکان مفید باشند. داروی اندانسترون دارای کاربردهای می‌باشد، که از جمله آن‌ها می‌توان به کاهش تزریق وریدی مایعات، کاهش مدت زمان بستری شدن در بیمارستان، و همچنین کاهش استفراغ با مصرف تنها یک دوز از این دارو اشاره کرد. داروی متوکلوپرامید نیز ممکن است مفید باشد. با این حال، مصرف اندانسترون در کودکان ممکن است باعث افزایش دفعات رجوع به بیمارستان شود. داروی وریدی اندانسترون با دستور پزشک می‌تواند به صورت خوراکی به بیمار داده شود. داروی دیمین هیدرینات، با اینکه در کاهش استفراغ مؤثر است، به نظر می‌رسد چندان مزیت بالینی مهمی ندارد.

### آنتی‌بیوتیک‌ها
اگرچه آنتی‌بیوتیک‌ها در صورت مشاهده علائم حاد بیماری التهاب معدی روده‌ای یا در صورتی که یک عامل میکروبی مستعد جدا شده و دیده شود توصیه می‌شوند، با این حال این داروها معمولاً برای درمان این بیماری استفاده نمی‌شود. در صورتی که قرار باشد از آنتی‌بیوتیک‌ها استفاده شود، استفاده از داروهای ماکرولاید (نظیر آزیترومایسین) به خاطر خاصیت مقاومتی بیشتری که دارند بر فلوروکینولون ترجیح داده می‌شود.بیماری کولیت با غشای کاذب، که معمولاً در اثر مصرف آنتی‌بیوتیک‌ها به وجود می‌آید، با کاهش عامل به وجود آورنده و درمان آن با استفاده از مترونیدازول یا وانکومایسین می‌تواند کنترل شود. باکتری و تک یاخته‌های آغازین که قابل درمان می‌باشند شامل گونه‌های «شیگلا» «سالمونلا تیفی»، و «ژیاردیا» می‌باشند. بیمارانی که گونه‌های باکتری «ژیاردیا» یا «انتاموبا هیستولیتیکا» را در خود دارند، درمان با تینیدازول توصیه می‌شود و این دارو نسبت به مترونیدازول برتری دارد.سازمان بهداشت جهانی به کودکانی کم سن و سالی که اسهال خونین و تب دارند استفاده از پادزی‌ها را توصیه می‌کند.

### داروهای ضد تحرک
استفاده از داروهای ضد تحرک خطر احتمالی بروز عوارض را دارند، و اگرچه تجارب بالینی نشان داده‌اند که بروز این عوارض غیر محتمل می‌باشد، با این حال بیمارانی که اسهال خونین دارند یا بیمارانی که اسهال همراه با تب دارند نسبت به این داروها رقبت چندانی نشان نمی‌دهند. لوپرامید، که یک شبه افیون می‌باشد، معمولاً به منظور درمان علامتی اسهال مورد استفاده قرار می‌گیرد. با این حال استفاده از لوپرامید در درمان کودکان توصیه نمی‌شود، چرا که این دارو ممکن است از سد خونی مغزی نارس بگذرد و باعث مسمومیت شود. ساب سولیسیلات بیسموت، که ترکیبی نامحلول از بیسموت سه ظرفیتی و سالیسیلات می‌باشد، می‌تواند در موارد ملایم و متوسط مورد استفاده قرار بگیرد اما احتمال بروز مسمومیت سالیسیلات وجود دارد.

## سطح ضد میکروبی آلیاژهایمس
پس از انجام چندین سری آزمایش‌های کلینیکی، نشان داده شد که سطوح آلیاژهای مسی می‌توانند در مدت دو ساعت پس از آلودگی با نوروویروس، به میزان بیش از ۹۹٫۹٪ ویروس را نابود کنند. استفاده از سطوح مسی در دستگیره درها، ریل تخت بیمار و غیرو می‌تواند قدم مؤثری در پیشگیری از گسترش عفونت‌های بیمارستانی باشد. تحقق این امر، از اهمیت بهداشت دست‌ها نخواهد کاست.

## همه گیرشناسی
| no data ≤less 500 ۵۰۰–۱۰۰۰ ۱۰۰۰–۱۵۰۰ ۱۵۰۰–۲۰۰۰ ۲۰۰۰–۲۵۰۰ ۲۵۰۰–۳۰۰۰ | ۳۰۰۰–۳۵۰۰ ۳۵۰۰–۴۰۰۰ ۴۰۰۰–۴۵۰۰ ۴۵۰۰–۵۰۰۰ ۵۰۰۰–۶۰۰۰ ≥۶۰۰۰ |

تعداد سال‌هایی که بیمار با ناتوانی زندگی کرده‌است، برای بیماری اسهال از هر ۱۰۰٬۰۰۰ نفر در سال ۲۰۰۴.
no data
≤less 500
۵۰۰–۱۰۰۰
۱۰۰۰–۱۵۰۰
۱۵۰۰–۲۰۰۰
۲۰۰۰–۲۵۰۰
۲۵۰۰–۳۰۰۰
۳۰۰۰–۳۵۰۰
۳۵۰۰–۴۰۰۰
۴۰۰۰–۴۵۰۰
۴۵۰۰–۵۰۰۰
۵۰۰۰–۶۰۰۰
≥۶۰۰۰

برآورد شده‌است که سالانه بین سه تا پنج میلیارد مورد التهاب معدی‌روده‌ای در جهان رخ می‌دهد. کودکان و افرادی که در کشورهای در حال توسعه زندگی می‌کنند بیشتر به این بیماری مبتلا می‌شوند. این بیماری موجب مرگ حدود ۱٫۳ میلیون کودک زیر پنج سال در سال ۲۰۰۸ شد. اغلب این مرگ و میرها در فقیرترین کشورهای جهان روی داد. بیش از ۴۵۰ هزار مورد از این مرگ و میرها به علت وجود روتاویروس در کودکان زیر ۵ سال رخ داد. بیماری وبا نیز سالیانه باعث بروز حدود سه تا پنج میلیون مورد التهاب معدی‌روده‌ای می‌شود و حدود یکصد هزار نفر را می‌کشد. در کشورهای در حال توسعه، کودکان زیر دو سال به‌طور مکرر سالیانه مبتلا به شش عفونت یا بیش از شش عفونت می‌شوند که این عفونت‌ها باعث بروز التهاب‌های معدی روده‌ای مهم بالینی می‌شوند. این بیماری در بزرگسالان تا حدودی به خاطر پیشرفت ایمنی کسب شده کمتر شایع است.
در سال ۱۹۸۰، التهاب معدی روده‌ای با تمام عوامل این بیماری جان ۴٫۶ میلیون کودک را گرفت، اکثر این مرگ و میرها در کشورهای در حال توسعه، روی داد. این تا سال ۲۰۰۰ میزان به‌طور عمده به دلیل معرفی و استفاده گسترده درمان خوراکی کم‌آبی به‌طور قابل توجهی کاهش یافت و به عدد سالیانه تقریباً ۱٫۵ میلیون نفر رسید. در ایالات متحده، عفونت‌هایی که باعث بروز التهاب معدی روده‌ای می‌شوند دومین عفونت شایع (پس از سرماخوردگی) هستند، و باعث بروز سالیانه بین ۲۰۰ میلیون تا ۳۷۵ میلیون مورد اسهال حاد می‌شوند، و تقریباً ده هزار نفر هر ساله جان خود را در ایالات متحده در اثر این بیماری از دست می‌دهند، که ۱۵۰ تا ۳۰۰ مورد از این مرگ‌ها در کودکان زیر پنج سال رخ می‌دهد.

## تاریخچه
بیماری التهاب معدی روده‌ای برای نخستین بار در سال ۱۸۲۵ استفاده شد. پیش از این این بیماری بیشتر با نام ویژه تب تیفوئید یا «درد معده»، یا به‌طور عام تری با نام‌های «گرفتگی روده‌ها»، «امتلاء معده»، «فلاکس معده»، «قولنج معده»، «ناراحتی روده»، یا هر نام باستانی دیگری که برای اسهال حاد مورد استفاده قرار می‌گرفت شناخته می‌شد.

## جامعه و فرهنگ
گاستروآنتریت یا التهاب معدی روده‌ای به بسیاری از اسامی محاوره‌ای نسبت داده می‌شود که از میان آنان می‌توان به «انتقام مونتزوما»، «شکم دهلی:»، و «لا توریستا»، و «بک دور اسپرینت» اشاره داشت. این بیماری در بسیاری از لشکرکشی‌های نظامی نقش داشته‌است و اعتقاد بر این است که ریشه اصطلاح «پیروزی بدون بیماری روده، به دست نمی‌اید» (no guts, no glory) همین بیماری باشد.
همین بیماری است که عامل اصلی سالیانه ۳٫۷ میلیون ملاقات با پزشکان در ایالات متحده و ۳ میلیون ملاقات در فرانسه می‌باشد. در ایالات متحده اعتقاد بر این است که به‌طور کل هزینه‌های بیماری التهاب معدی روده‌ای سالیانه ۲۳ بیلیون دلار باشد و با در نظر گرفتن عامل روتاویروس این هزینه سالیانه چیزی حدود ۱ بیلیون دلار خواهد بود.

## تحقیقات
در حال حاضر چند واکسن برای گاستروآنتریت یا التهاب معدی روده‌ای در دست تولید می‌باشد. برای مثال از این نوع واکسن‌ها می‌توان به واکسن‌های شیگلا و سم روده‌ای «اشریشیا کلی کولی» (ETEC) اشاره داشت، که دو عامل عمده باکتریایی بروز بیماری التهاب معدی روده‌ای به حساب می‌آیند.

## بیماری در حیوانات
بسیاری از عوامل ایجادکننده التهاب معدی روده‌ای در حیوانات همان عوامل ایجادکننده این بیماری در انسان‌ها هستند. از شایعترین این ارگانیسم‌ها می‌توان به: «کمپیلوباکتر»، «کلوستریدیوم دیفیسیل»، «کلوستریدیوم پرفرینج»، و «سالمونلا» اشاره داشت. بسیاری از گیاهان سمی نیز ممکن است باعث بروز علائم این بیماری شوند. برخی از عوامل ایجاد بیماری ویژه گونه‌های خاصی هستند. کوروناویروس قابل انتقال التهاب معدی روده‌ای (TGEV) در خوک‌ها اتفاق می‌افتد که باعث استفراغ، اسهال، و کم‌آبی در این جانوران می‌شود. اعتقاد بر این است که این بیماری از طریق پرندگان وحشی به خوک‌ها منتقل شده باشد و هیچ درمان خاصی برای آن وجود ندارد. <ref>{{cite book|last=al.]|first=edited by